# Tam Tam
A Tam Tam Amanda Lear francia énekesnő 1983 decemberében megjelent nagylemezének a címe. Kiadója a nyugatnémet Ariola Records. A lemezt Olaszországban vették fel, a milánói Regson Studiosban, de a korong nem lett sikeres. Ez volt az énekesnő utolsó lemeze az Ariolánál, és az első, amelynek nem Anthony Monn a producere. Az albumot a dupla „A” oldalas Love Your Body / Darkness And Light című kislemez harangozta be, amely Giorgio Moroder stílusában készült, Monn munkatársa, Peter Lüdemann (a korábbi  LP-ken Peter Ludermann néven szerepelt) közreműködésével. A kislemez az NSZK-ban, Franciaországban és Skandináviában nem is volt sikertelen, mégsem került fel egyik dal sem a Tam Tam albumra. Amanda az Ariolával való megromlott kapcsolata miatt nem volt hajlandó személyesen népszerűsíteni a lemezt, a cég pedig az Olaszországban megjelent No Regretsen kívül sehol nem járult hozzá, hogy kislemezt adjanak ki az album anyagából.

## A dalok

### „A” oldal
1. Tam Tam (A. Lear – Villahermosa – R. Cacciapaglia) 3.30
2. Bewitched (A. Lear – T. Carrasco – R. Cacciapaglia – P. Nicolosi – L. Nicolosi) 4.28
3. Wicked Lady (A. Lear – R. Cacciapaglia) 4.25
4. No Regrets (A. Lear – P. Micioni – M. DiCarlo – R. Masala) 4.24

### „B” oldal
1. Magic (A. Lear – R.Cacciapaglia) 4.11
2. It's All Over (A. Lear – Menegale – Ferrato) 3.36
3. Gipsy Man (A. Lear – T. Carrasco – Nicolosi P. L. R. D.) 4.28
4. Music Is (A. Lear – R. Cacciapaglia) 3.30

## Közreműködők
- Producer: Roberto Cacciapaglia
- Társproducer: Tony Carrasco, Maurizio Cannici CGD Messaggerie Musicali S.P.A.
- Zenei rendező: Roberto Cacciapaglia, Stefano Previsti
- Dob: Tony Carrasco
- Hangmérnök: Paolo Bocchi
- Elektromos gitár: Claudio Cattafesta
- Billentyűsök: Stefano Previsti
- Ruha, ékszer: Artemio of Milano
- Borítóterv: Graphic Studio CGD

## Különböző kiadások
- 1983, NSZK: Ariola 203 450-320.
- 1983, NSZK: Ariola 205 895.
- 1983, Olaszország: Ariola ARL 39175.
- 1983, Olaszország: Ariola 30 ARL 39175 (kazetta).
- 1984, Argentína: Ariola 80268.

## Kimásolt kislemezek

### 7"
- 1983 Love Your Body (Albumon nem jelent meg) / Darkness and Light (Albumon nem jelent meg) (NSZK, Ariola 105 240 100)
- 1983 Love Your Body / Darkness and Light (Franciaország, Arabella 105 240)
- 1983 Love Your Body / Darkness and Light (Svédország, Ariola ARI 8320)
- 1983 No Regrets / It's All Over (Olaszország, Ariola ARL 37 109)

### 12"
- 1983 Love Your Body (Extended) / Darkness and Light (Extended) (NSZK, Ariola 600 792-213)
- 1983 No Regrets (Extended Vocal Version) / No Regrets (Instrumental Dub) (Olaszország, Ariola ARl 38020)
- 1983 Bewitched (Extended Vocal Version) / Bewitched (Instrumental Dub) (promóciós lemez) (Olaszország, Ariola ARL 38023)

## Orosz CD
Az LP-k hanganyaga alapján.
- Tam Tam / Secret Passion

## Lásd még
- I Am a Photograph
- Sweet Revenge
- Never Trust a Pretty Face
- Diamonds for Breakfast
- Incognito
- Secret Passion

## Külső hivatkozások
- Videó: Love Your Body
- Videó: Darkness and Light
- Videó: No Regrets